# Гавришкевич Іван
Гавришкевич Іван (1827 — 1908, с. Кам'янка Волоська, Жовківський район, Львівська область) — український письменник , краєзнавець ,перекладач .Парох парафії в Кам'янці Лісній, почесний крилошанин греко-католицької Консисторії Перемишльської Єпархії, декан і ординаріятський шкільний комісар Потелицького деканату .

## Життєпис
У 1848 — 1851, будучи студентом, здійснив кілька багатоденних мандрівок Самбірським і Стрийським повітами, вперше систематично обстеживши територію Галичини і Буковини, і першим з українців нанісши на карту близько 2000 висот цих земель.
У 1852 висвячений на священика.
З 1856 парох у Кам'янці Лісній.
Дотримувався москвофільських поглядів. З його ініціативи в Кам'янці Волоській засновано чотири москофільські читальні ім. М. Качковського (у Старому Селі, в Липнику і дві в Кам'янці Лісній), поширювалися москофільні часописи «Руське слово», «Галичанин».
Завдяки ініціативі і старанням І. Гавришкевича побудовано дочірню однобанну церкву Успення Теодозія Печерського в Новій Кам'янці.
Написав оповідання «Страхи», яке відносять до важливих пам'яток української готичної містичної прози XIX ст., краєзнавчо-етнографічний нарис села Кам'янка Волоська, опублікований в москофільському виданні «Галичанин», що й нині відіграє важливе значення в краєзнавстві й етнографії. Відомості з цього нарису були використані при написанні статті «Кам'янка Волоська» у фундаментальній праці «Словник географічний Королівства Польського…» (Т. 3, 1882, С. 788—791).

## Твори
- Гавришкевич І. Ботанічеська термінологія // місяцеслов «Перемишлянин». — 1852. — № 11.
- 3 Гавришкевич І. Село Кам'янка Волоська // Галичанин: літературний збірник. Кн. І. Вип. І. Львів: Ставропігійський інститут, 1862. — С. 99-117.
- Гавришкевич І. Страхи // http://chtyvo.org.ua/authors/Havryshkevych_Ivan/Strakhy/ [Архівовано 17 березня 2013 у Wayback Machine.]